# NGC 4438
NGC 4438 è un galassia lenticolare visibile nella costellazione Vergine.

## Osservazione

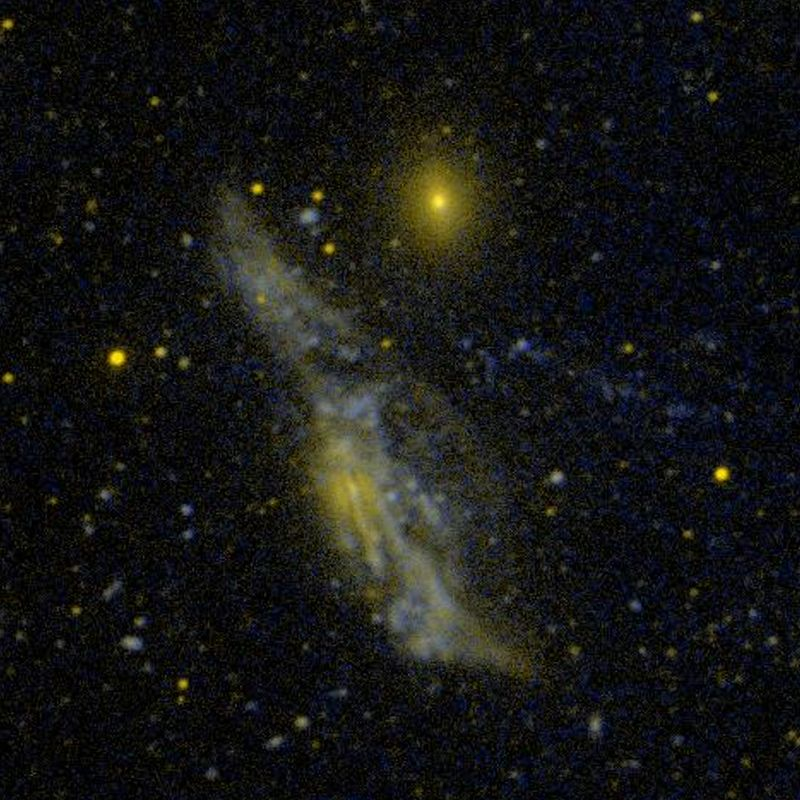
Le galassie NGC 4438 (in basso) - 4435 (in alto)

NGC 4438 è la più curiosa nell'ammasso della Vergine a causa dell'incertezza che circonda il meccanismo di energia che riscalda la fonte nucleare. Questo può essere una regione di starbust o un buco nero che rende attivo il nucleo galattico. Entrambe le ipotesi sono ancora oggetto di indagine. NGC 4435 è la galassia (lenticolare) ad essa più vicina a soli 100.000 anni luce di distanza.

## Caratteristiche
Questa galassia si presenta con un disco altamente distorto con lunghe code mareali a causa di interazioni con altre galassie. Essa mostra un considerevole deficit di idrogeno neutro e uno spostamento dei componenti del suo mezzo interstellare (idrogeno atomico, idrogeno molecolare, polvere interstellare, gas caldo). NGC 4438 si muove ad alta velocità attraverso all'interno dell'ammasso della Vergine.

### Libri
- (EN)   C. J. Lada, N. D. Kylafits, The Origin of Stars and Planetary Systems, Kluwer Academic Publishers, 1999, ISBN 0-7923-5909-7.
- A. De Blasi, Le stelle: nascita, evoluzione e morte, Bologna, CLUEB, 2002, ISBN 88-491-1832-5.

### Carte celesti
- Tirion, Rappaport, Lovi, Uranometria 2000.0 - Volume I & II, Richmond, Virginia, USA, Willmann-Bell, inc., 1987, ISBN 0-943396-15-8.
- Tirion, Sinnott, Sky Atlas 2000.0 - Second Edition, Cambridge, USA, Cambridge University Press, 1998, ISBN 0-933346-90-5.
- Tirion, The Cambridge Star Atlas 2000.0, 3ª ed., Cambridge, USA, Cambridge University Press, 2001, ISBN 0-521-80084-6.